# Batrachorhina nervulata
Batrachorhina nervulata är en skalbaggsart som först beskrevs av Leon Fairmaire 1894.  Batrachorhina nervulata ingår i släktet Batrachorhina och familjen långhorningar.
Artens utbredningsområde är Madagaskar. Inga underarter finns listade.